# أندريه هنيكه
أندريه هنيكه (بالألمانية: André Hennicke)‏ (و. 1959  م) هو مخرج أفلام، وكاتب سيناريو، ومنتج أفلام، وممثل أفلام من ألمانيا، وألمانيا الشرقية، ولد في يوهانغيورغنشتات.

## وصلات خارجية
- أندريه هنيل على موقع IMDb (الإنجليزية)
- أندريه هنيل على موقع مونزينجر (الألمانية)
- أندريه هنيل على موقع قاعدة بيانات الأفلام العربية
- أندريه هنيل على موقع قاعدة بيانات الأفلام العربية
- أندريه هنيل على موقع ألو سيني (الفرنسية)
- أندريه هنيل على موقع أول موفي (الإنجليزية)
- أندريه هنيل على موقع قاعدة بيانات الأفلام السويدية (السويدية)
- أندريه هنيل على موقع ديسكوغز (الإنجليزية)
- أندريه هنيل على موقع قاعدة بيانات الفيلم (الإنجليزية)
- أندريه هنيل على موقع كينوبويسك (الروسية)